# Barskisfalud
Barskisfalud (más néven Kisbisztricsény, 1890-ig Vieszka, szlovákul Vieska nad Žitavou) község Szlovákiában, a Nyitrai kerület Aranyosmaróti járásában.

## Fekvése
Aranyosmaróttól 10 km-re délre.

## Története
1386-ban Kysfalud néven említik először, Gímes várának uradalmához tartozott. 1406-ban "Warallekysfalwo", 1424-ben "Wyfalw" néven szerepel. 1406-ban az esztergomi érsekség birtoka volt, később a nagytapolcsányi váruradalomé. 1535-ben 4 porta állt itt. 1564-ben a pápai tizedjegyzék említi. 1601-ben 22 ház állt a településen. 1618-ban egy török támadás után már a töröknek adózott. 1636-ban ismét feldúlta a török. 1645 és 1732 között a Kálnay család birtoka. 1715-ben 13 adózója volt. 1779-től Kisfaludy Mihály, majd a Kereskényi és Szerdahelyi család tulajdona. Ezután a Tajnay család vásárolta meg, akiktől házasság révén Révay Simon szerezte meg és 1926-ig a család birtokolta. 1828-ban 56 házában 369 lakos élt, akik főként mezőgazdasággal foglalkoztak.
Vályi András szerint "VIESZKA. Tót falu Bars Várm. földes Ura az Esztergomi Káptalanbéli Uraság, lakosai katolikusok, fekszik F. Apátihoz, és Beczkóhoz nem meszsze; földgye síkos, és meglehetős termékenységű, komlója is terem, kereskedésre módgya Oszlányon, fája van, legelője szoros."
Fényes Elek szerint "Vieszka, Bars m. tót f. Sz. Kereszt mellett, 236 kath. lak. Kath. paroch. temp. Komlót és jó rozsot termeszt. F. u. az esztergomi káptalan. Ut. p. Selmecz."
A trianoni békeszerződésig Bars vármegye Verebélyi járásához tartozott.

## Népessége
| Év:            | 1994. | 2004.    | 2014.   | 2024.   |
| -------------- | ----- | -------- | ------- | ------- |
| Emberek száma: | 498   | 442      | 466     | 436     |
| Eltérés:       |       | -11,24 % | +5,42 % | -6,43 % |

| Év:            | 2023. | 2024.   |
| -------------- | ----- | ------- |
| Emberek száma: | 452   | 436     |
| Eltérés:       |       | -3,53 % |

| Év   | Lakosok száma | Nemzetiségi eloszlás (anyalnyelv szerint) | Nemzetiségi eloszlás (anyalnyelv szerint) | Nemzetiségi eloszlás (anyalnyelv szerint) | Nemzetiségi eloszlás (anyalnyelv szerint) |
| Év   | Lakosok száma | Szlovák                                   | Magyar                                    | Csehszlovák                               | Egyéb                                     |
| ---- | ------------- | ----------------------------------------- | ----------------------------------------- | ----------------------------------------- | ----------------------------------------- |
| 1880 | 296           | 269                                       | 6                                         | -                                         | -                                         |
| 1890 | 304           | 271                                       | 9                                         | -                                         | -                                         |
| 1900 | 352           | 303                                       | 34                                        | -                                         | -                                         |
| 1910 | 377           | 333                                       | 41                                        | -                                         | -                                         |
| 1921 | 395           | -                                         | 20                                        | 375                                       | -                                         |
| 1930 | 382           | -                                         | 1                                         | 381                                       | -                                         |
| 1991 | 506           | 503                                       | 1                                         | -                                         | -                                         |
| 2001 | 466           | 463                                       | 1                                         | -                                         | -                                         |
| 2011 | 455           | 443                                       | 2                                         | -                                         | -                                         |
| 2021 | 463           | 454 (3)                                   | 4 (+1)                                    | -                                         | 5 (+1)                                    |

## Nevezetességei

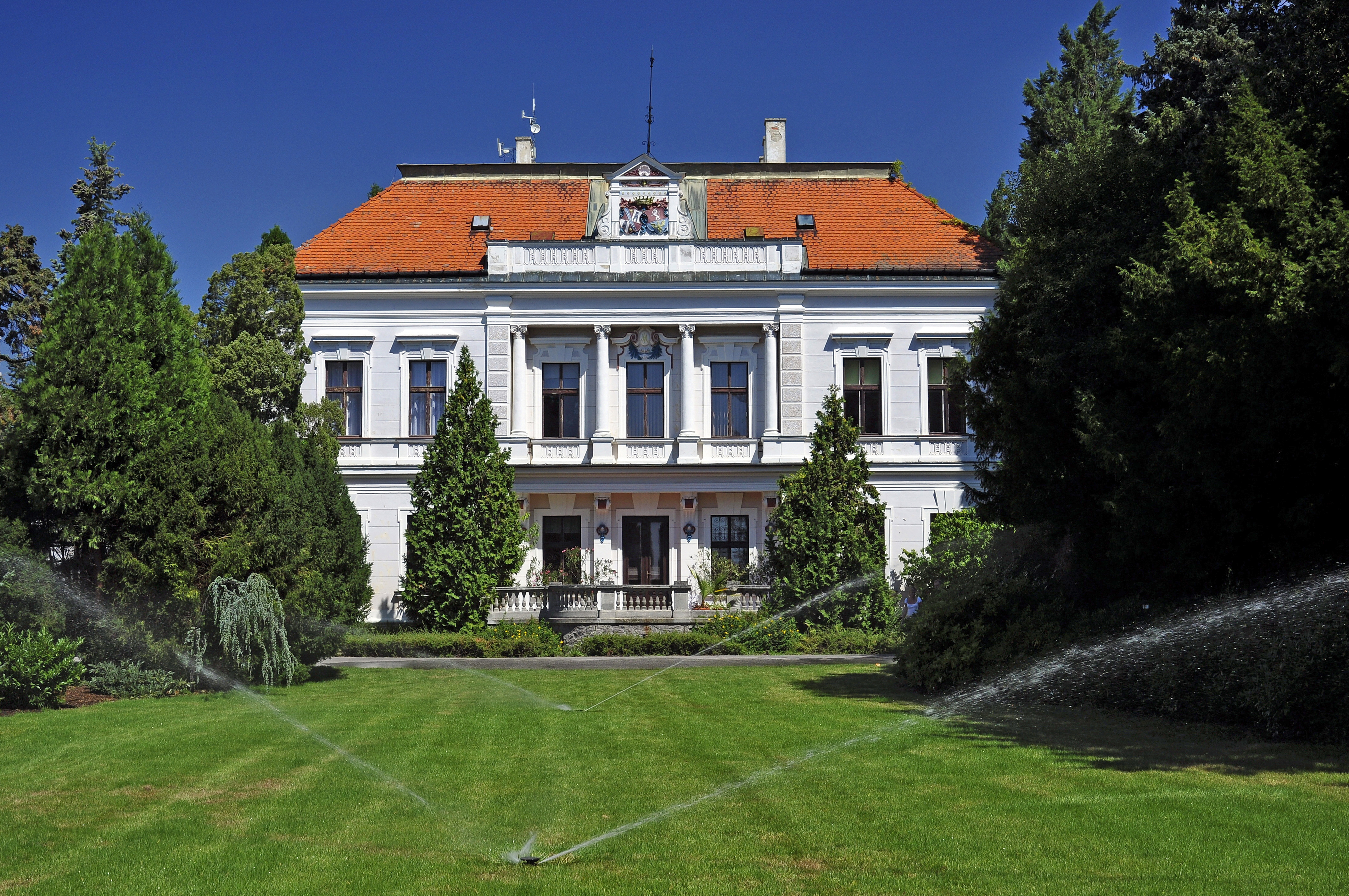
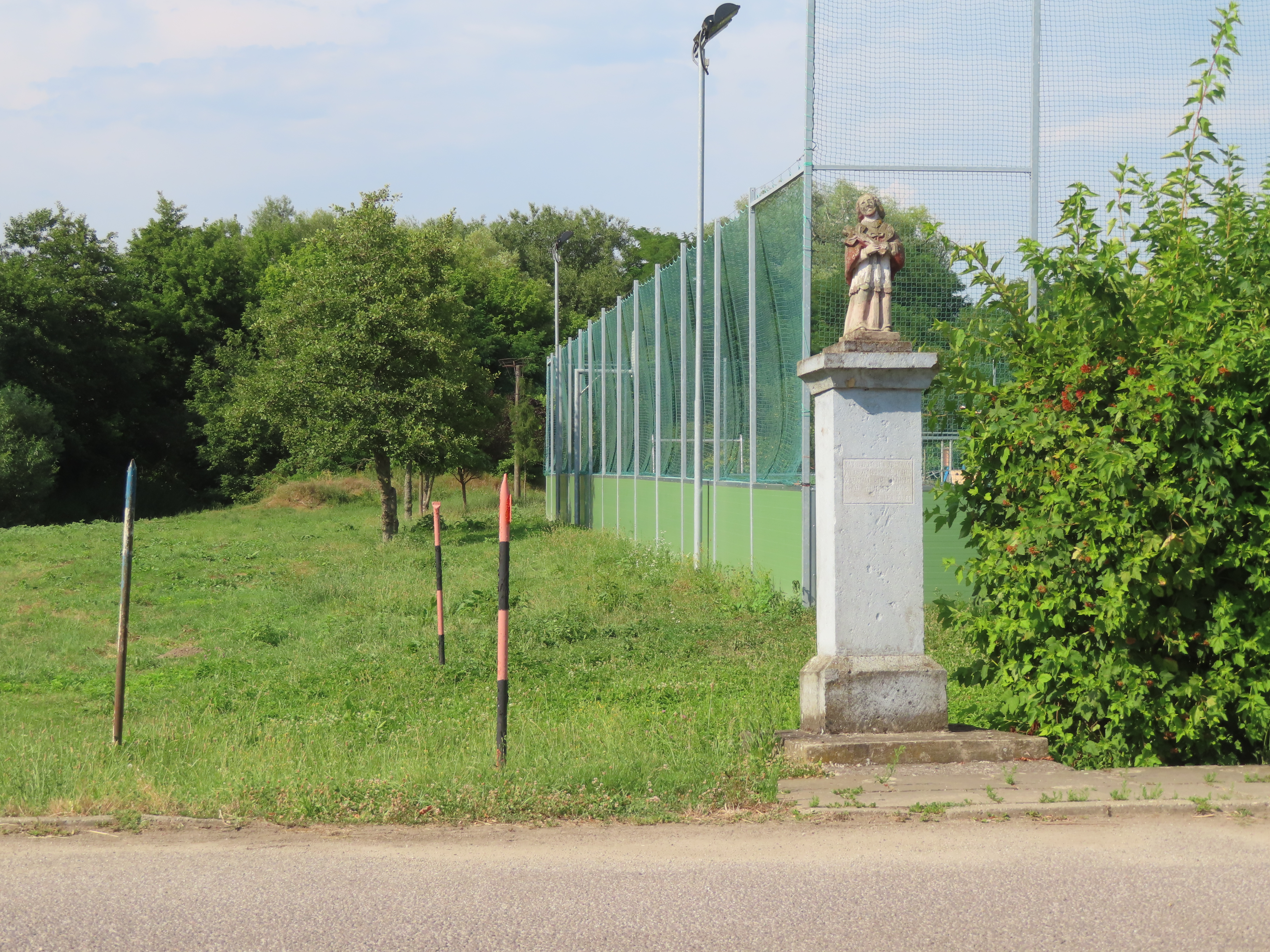
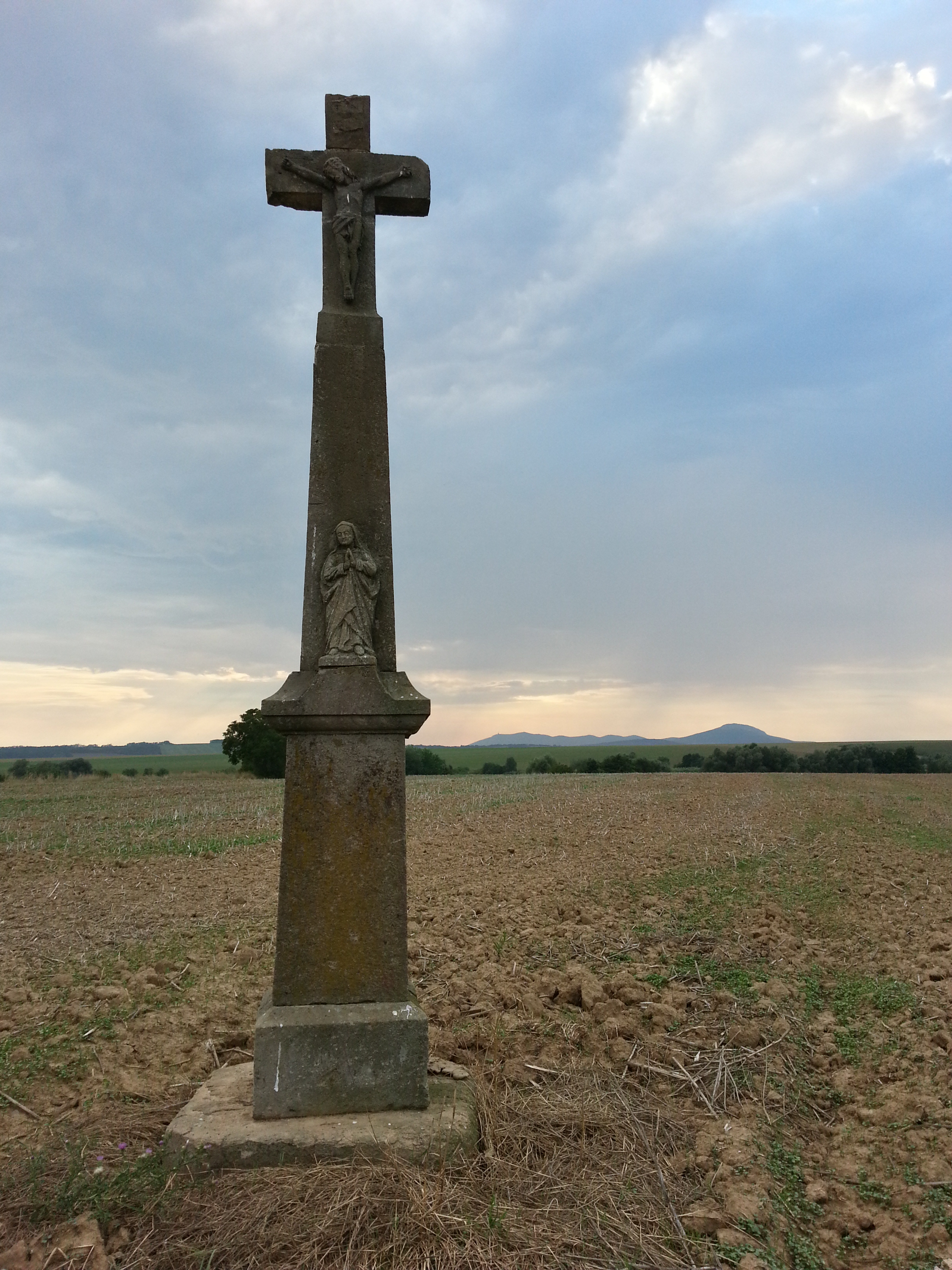

- Határában fekszik az Ambrózy-Migazzi István által 1892-ben alapított híres malonyai arborétum.
- 2001-ben alapított néprajzi gyűjteménye van.